# Pavel Mandys
Pavel Mandys (* 7. září 1972 Rakovník) je literární, komiksový a filmový kritik a publicista.

## Život
Vystudoval Fakultu sociálních věd Univerzity Karlovy, obor Masová média/kultura a literatura s diplomovou prací na téma Proměna undergroundových časopisů v 90. letech. Od roku 1995 do roku 2010 pracoval jako literární a filmový redaktor časopisu Týden, poslední půlrok také jako vedoucí kulturní rubriky. Od roku 2010 redaktorem časopisu iLiteratura.cz. Publikoval také v Lidových novinách, Hospodářských novinách, Hostu nebo v A2. Je spoluzakladatelem a spoluorganizátorem výročních knižních cen Magnesia Litera. V roce 2018 spoluzaložil Českou akademii komiksu.

## Vydané knihy
Je autorem několika knižních publikací: Idiot a jeho návrat (spolu se Sašou Gedeonem, 1999), Praha město literatury (2012), 2x101 knih pro děti a mládež (editor a spoluautor, 2013), Praha Noir (editor, 2016).
V roce 2020 vydal spolu s Michalem Jarešem příručku nazvanou Dějiny české detektivky (Paseka).

## Rozhovory
- Nechtěl jsem zůstat stranou: s Pavlem Mandysem o devadesátých letech, Magnesii Liteře a vzepětí komiksu. Host, 2019, 35(6)